# Pop (film 2009)
Pop (Поп) è un film del 2009 diretto da Vladimir Chotinenko.

## Trama
Il film racconta la missione ortodossa di Pskov, avvenuta durante la Grande Guerra Patriottica. Il film mostra come i sacerdoti degli Stati baltici rivissero la vita ecclesiastica nei territori conquistati dai fascisti tedeschi.